# ATP de Budapeste
O ATP de Budapeste – ou Gazprom Hungarian Open – foi um torneio de tênis masculino, na categoria ATP World Tour 250, disputado nas quadras de saibro do Nemzeti Edzés Központ, em Budapeste, na Hungria. Estreou em 2017, em substituição ao ATP de Bucareste. Durou três edições, sendo a quarta cancelada por causa da pandemia de COVID-19. Em 2021, o ATP de Belgrado entrou no lugar.

## Finais

### Simples
| Ano                                                         | Campeão           | Vice-campeão     | Resultado     |
| ----------------------------------------------------------- | ----------------- | ---------------- | ------------- |
| Torneio não realizado em 2020 devido à pandemia de COVID-19 |                   |                  |               |
| 2019                                                        | Matteo Berrettini | Filip Krajinović | 4–6, 6–3, 6–1 |
| 2018                                                        | Marco Cecchinato  | John Millman     | 7–5, 6–4      |
| 2017                                                        | Lucas Pouille     | Aljaž Bedene     | 6–3, 6–1      |

### Duplas
| Ano                                                         | Campeões                     | Vice-campeões                     | Resultado         |
| ----------------------------------------------------------- | ---------------------------- | --------------------------------- | ----------------- |
| Torneio não realizado em 2020 devido à pandemia de COVID-19 |                              |                                   |                   |
| 2019                                                        | Ken Skupski Neal Skupski     | Marcus Daniell Wesley Koolhof     | 6–3, 6–4          |
| 2018                                                        | Dominic Inglot Franko Škugor | Matwé Middelkoop Andrés Molteni   | 86–7, 6–1, [10–8] |
| 2017                                                        | Brian Baker Nikola Mektić    | Juan Sebastián Cabal Robert Farah | 7–62, 6–4         |